# Gryon atrum
Gryon atrum är en stekelart som beskrevs av Lubomir Masner 1983. Gryon atrum ingår i släktet Gryon och familjen Scelionidae. Inga underarter finns listade i Catalogue of Life.